# Pérdicas (filho de Pérdicas II da Macedónia)
Segundo Platão, que narra a história através do personagem Polus no diálogo Górgias, Pérdicas II da Macedónia teve dois filhos: com uma escrava do seu irmão Alcetas II, ele teve Arquelau, e com sua esposa legítima Cleópatra, ele teve um menino.
Arquelau assassinou seu tio Alcetas e seu primo Alexandre, filho de Alcetas. Quando Arquelau se tornou rei, sucedendo a seu pai Pérdicas, assassinou o filho legítimo de Pérdicas e Cleópatra, que tinha sete anos de idade, jogando-o em um poço e o afogando; dizendo, à mãe, que ele tinha caído por acidente.
De acordo com o aristocrata inglês Walter Raleigh, conhecido por ter popularizado o tabaco na Inglaterra  e por relatos fantasiosos que alimentaram a lenda do El Dorado, este menino se chamava Pérdicas III, e é listado entre os reis da Macedónia. Este menino teria também um irmão mais novo, de nome Filipe, que seria pai de Amintas, avô de Filipe II e bisavô de Alexandre, o Grande.